# دانشنامه فرانسه

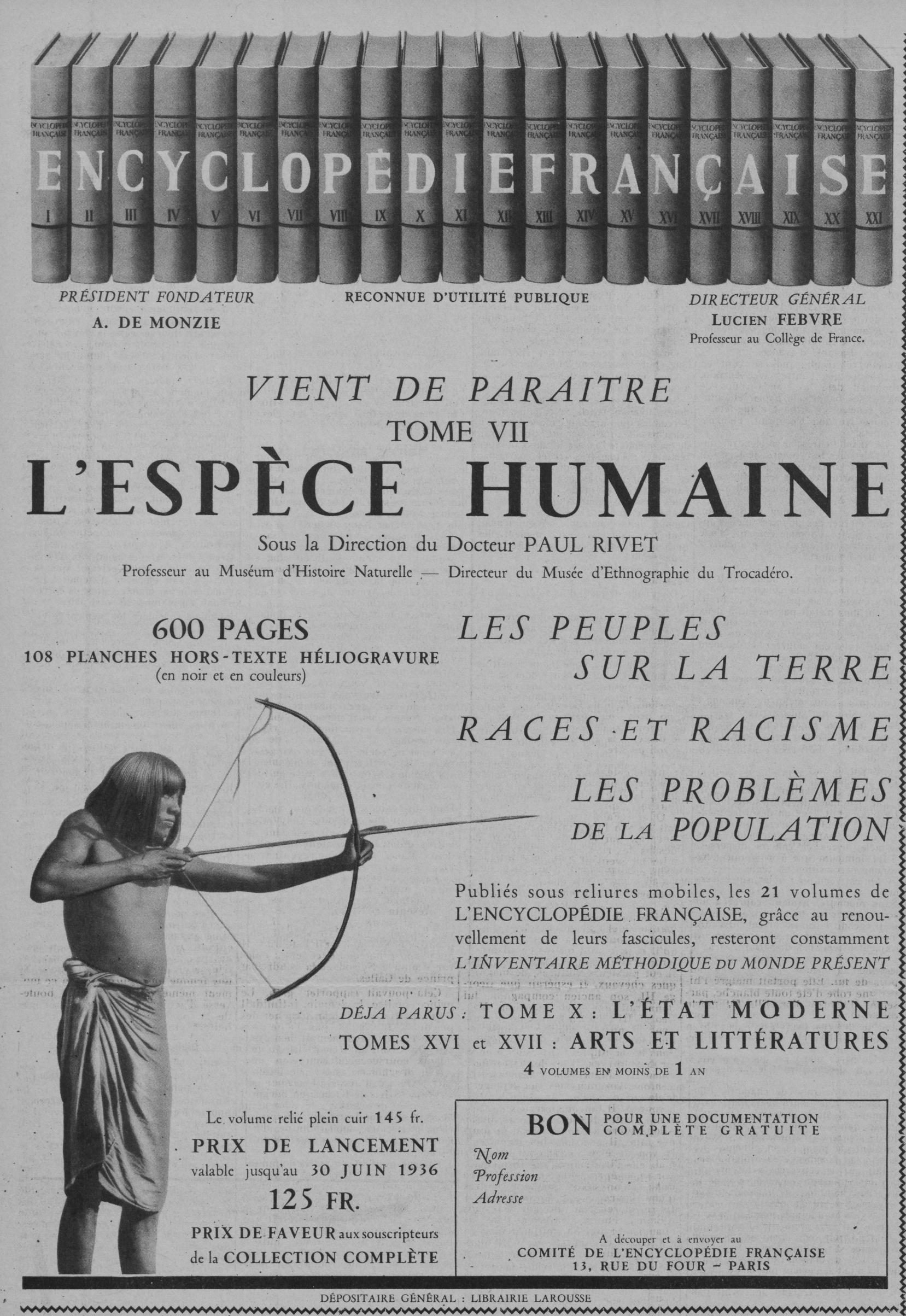
آگهی معرفی دایره المعارف فرانسه در سال ۱۹۳۶

دانشنامهٔ فرانسه (به فرانسوی: Encyclopédie française) دانشنامه‌ای فرانسوی بود که توسط آناتول دو مونتسی، وزیر آموزش و پرورش وقت فرانسه، و لوسین فور، تاریخ‌نگار، از ژوئن ۱۹۳۲ آغاز به کار کرد. بعدها «پی‌یر آبراهام» نیز در این کار مشارکت داشت. تمرکز این دانشنامه بر روی فهرست الفبایی و نه موضوعی مطالب بود. این دانشنامه از سال ۱۹۳۵ تا ۱۹۶۶ منتشر شد.

## مجلدات
1. اندیشه، زبان، ریاضیات.
2. طبیعت.
3. آسمان و زمین.
4. زندگی.
5. آغاز زندگی.
6. هستی انسان.
7. گونهٔ انسان.
8. زندگی معنوی.
9. توسعهٔ اقتصادی و اجتماعی جهان.
10. دولت جدید و مدیریت بحران.
11. زندگی بین‌المللی.
12. شیمی، علم و صنعت.
13. صنعت و کشاورزی.
14. تمدن و فرهنگ روزمره.
15. آموزش و پرورش.
16. هنر و ادبیات در جوامع معاصر: مواد و تکنیک‌ها.
17. هنر و ادبیات در جوامع معاصر: آثار و تعبیرها.
18. فرهنگ و تمدن نوشتاری.
19. فلسفه و مذهب.
20. جهان در حال تحول (تاریخ، تکامل، و چشم‌انداز).